# Рабби Ишмаэль
Ишмаэ́ль бен Эли́ша (в Талмуде обычно ра́бби Ишмаэ́ль ивр. רבי ישמעאל‎) — танна, один из ведущих учёных иешивы в Явне.

## Биография
Ишмаэль происходил из богатого рода коэнов в Верхней Галилее; возможно, являлся потомком первосвященника, которого также звали Ишмаэль бен Элиша.
После первой Иудейской войны (66-73 гг. н. э.), будучи ещё ребёнком, увезен как пленник в Рим. Там его выкупил рабби Иехошуа бен Ханания и взял его с собой в Эрец-Исраэль. Позже, наряду с рабби Нехуния бен ха-Кана, стал его учителем.
Ишмаэль бен Элиша жил в Кфар-Азизе (около Хеврона). Два его сына умерли при жизни отца.
В иешиве Явне Ишмаэль бен Элиша рано проявил себя, и сблизился с рабби Акивой, несмотря на то, что почти всегда расходился с ним во мнениях по вопросам Галахи, Аггады и методов толкования Писания.
Созданные ими школы галахической интерпретации предписаний Торы в основном расходились в том, что рабби Акива стремился извлечь галахическое постановление из отдельных слов, даже отдельных букв библейского текста, в то время как Ишмаэль бен Элиша руководствовался принципом «дибра Тора ки-лешон бней адам» и поэтому считал, что нельзя основывать галахические выводы на повторении слова в библейском стихе или стилистических и грамматических особенностях библейского текста. Кроме многочисленных отдельных галахических постановлений самого Ишмаэля бен Элиши, в его школе были созданы два сборника галахических мидрашей — Мехилта к книге Исход и Сифрей к книге Числа и к части книги Второзаконие.
Ишмаэль бен Элиша стал особенно известен благодаря разработанной им системой тринадцати правил герменевтики. Толкуя библейский стих, Ишмаэль бен Элиша преимущественно старался уточнить его смысл, и почти не обращал внимания на форму изложения.
Такой подход нашёл своё выражение в тринадцати правилах толкования Торы, разработанных рабби Ишмаэлем (шлош-эсрэ мидот ше-а-Тора нидрешет бахэн). В основу этой системы легли семь правил Гиллеля.

## Учение
Принципом прямого смысла и логического толкования Ишмаэль бен Элиша руководствовался и в отношении Аггады, в области которой, по словам Талмуда, он обладал обширными познаниями. В отличие от рабби Акивы, Ишмаэль бен Элиша и здесь старался оставаться в рамках логики и реальности. Критикуя рабби Акиву за его обыкновение усматривать в поэтических текстах Библии гомилетический смысл, Ишмаэль бен Элиша советовал ему заниматься изучением сложных законов чистоты ритуальной, а не составлением заумных аггадических толкований. Несмотря на диаметральную противоположность взглядов Ишмаэля бен Элиши и рабби Акивы по многим вопросам Галахи, как современники, так и законоучители последующих поколений высоко чтили обоих, именуя их «отцами мира».
Ишмаэль бен Элиша считал, что в знак траура по разрушению Храма народ должен отказаться от употребления мяса и вина, однако вместе с тем указывал, что нельзя налагать на людей ограничения, соблюдение которых невозможно для большинства. По его словам, это было бы подобно тому, как если бы с наложением римлянами запрета изучать Тору и соблюдать предписание обрезания народ отказался бы от вступления в брак и рождения детей. Придавая большое значение изучению Торы, Ишмаэль бен Элиша вместе с тем утверждал, что не следует понимать буквально слова: «Да не отойдет эта книга Торы от уст твоих», ибо в Торе сказано также: «… и соберешь ты хлеб твой и вино твое и елей твой» (Втор. 11:14). О значении труда Ишмаэль бен Элиша выразился: «Избери жизнь» Втор. 30:19 значит: «избери труд».
Ишмаэль бен Элиша занимал позицию крайней непримиримости к иудеохристианам, и его высказывания об их учении отличаются исключительной резкостью. Например, Ишмаэль бен Элиша запретил отступнику от иудаизма исцелить именем Иисуса ужаленного змеей племянника, сознательно обрекая его на смерть. (Более поздний источник приводит утверждение Ишмаэля бен Элиши о том, что ради сохранения жизни позволяется преступить даже запрет идолопоклонства, но при условии, что это не совершается публично).
Ишмаэлю бен Элише приписываются многочисленные высказывания мистического характера, и его имя часто упоминается в литературе хехалот.
Рабби Ишмаэль очень заботился о нуждающихся; много помогал бедным и некрасивым девушкам: он обеспечивал и покупал наряды, чтобы им легче было выйти замуж.

## Смерть
Ишмаэль бен Элиша, по-видимому, умер незадолго до восстания Бар-Кохбы. Однако аггада, где он иногда именуется первосвященником, причисляет его к десяти казнённым римлянами мудрецам, прибавляя, что по просьбе товарищей, приговоренных вместе с ним к казни, Ишмаэль бен Элиша, владевший тайной имени Бога, вознесся на небо, где архангел сообщил ему, что их мученическая смерть предопределена Всевышним. Согласно одной из аггадот, танна Шмуэль ха-Катан (начало II в. н. э.), умирая, предсказал смерть Ишмаэля бен Элиши от руки римского палача.
Некоторые аггадот говорят о необычайной красоте Ишмаэля бен Элиши, и причисляют его к «семи красавцам мира».